# Izetta: The Last Witch
Izetta: The Last Witch (яп. 終末のイゼッタ, Shūmatsu no Izetta, lit. Izetta of the End, німецькою як Izetta, Die Letzte Hexe, укр. Ізета: Остання відьма) — японський фентезійний аніме-серіал 2016 року. Проєкт був анонсований 10 червня 2016 року через відкриття офіційного сайту та відео. Серіал, створений студією Ajia-do Animation Works і зрежисований Масая Фудзіморі, виходив в ефір з 1 жовтня до 17 грудня 2016 року.

## Сюжет
Події розгортаються в альтернативному світі напередодні Другої світової війни. Історія слідує за Ізетою — останньою вцілілою представницею клану відьом, які мають здатність магічно маніпулювати будь-яким предметом, до якого торкаються. Ізета присягається захищати принцесу Фіне та маленьку альпійську країну Ейльштадт від вторгнення імперіалістичних сил Німеччини.

## Персонажі

### Головні герої
Ізета (яп. イゼッタ, Izetta)
Сейю: Хіміка Аканея (оригінал), Скайлер Макінтош (англійський дубляж)
Ізета, 15 років, є головною героїнею серіалу. Вона познайомилася з принцесою Фіне ще в дитинстві та є останньою відомою з нащадків Білої відьми Ейльштадта. До початку подій серіалу вона намагалася приховувати своє відьомське походження, подорожуючи різними країнами разом із бабусею, що зробило її сором’язливою та невпевненою в собі. З початком війни вона присвячує себе захисту Фіне та Ейльштадта, порушуючи свою заборону не використовувати магію для втручання в долю людства. Магічні здібності Ізети дозволяють їй оживляти та посилювати предмети, перетворюючи їх на протитанкову зброю. Проте її сили сильно залежать від наявності ліній лею, що обмежує частоту їхнього використання залежно від місця перебування.  Зазвичай Ізета літає на модифікованій протитанковій гвинтівці Boys замість мітли, хоча може використовувати будь-який предмет подібної форми, наприклад, середньовічні кавалерійські списи. У перших епізодах вона використовує модифіковану протитанкову рушницю ПТРС-41.
Ортфіне "Фіне" Фредеріка фон Ейльштадт (яп. オルトフィーネ・"フィーネ"・フリーレリカ・フォン・エイルシュタット, Orutofīne "Fīne" Furederika fon Eirushutatto)
Сейю: Саорі Хаямі (оригінал), Mallorie Rodak (англійський дубляж)
Фіне — кронпринцеса Ейльштадта та єдина спадкоємиця трону. Хлопчачкувата, добра та рішуча, вона користується великою любов’ю серед свого народу. Після смерті батька від хвороби, що сталася незабаром після початку вторгнення Німеччини в Ейльштадт, Фіне змушена взяти на себе командування обороною країни. Фіне та Ізета познайомилися ще в дитинстві. Замість страху перед магічними здібностями Ізети Фіне почала ними захоплюватися та стала її найближчою подругою. Одного разу вона навіть захистила її від натовпу селян, які звинуватили Ізету в підпалі сараю. Через свої почуття до Ізети, а також через роль свого предка у смерті першої Білої відьми, Фіне неохоче відправляє Ізету в бій, боячись за її безпеку.

### Ейльштадт
Ейльштадт — невелике альпійське герцогство, столицею якого є Ландсбрук. Його розташування засноване на території сучасної Західної Австрії, що охоплює федеральні землі Тіроль і Форарльберг, а столиця змодельована за зразком Інсбрука. Девіз національного прапора звучить як "Ich bin tapfer und bin fromm" (дослівно: "Я хоробрий і побожний").
Військове спорядження країни здебільшого відповідає озброєнню французької армії між Першою та Другою світовими війнами. Німеччина прагне завоювати Ейльштадт, щоб скоротити шлях до свого союзника — Федерації Ромулус, що дозволить їм розпочати спільне вторгнення до Середземномор'я та Африки.
Рудольф (яп. ルドルフ, Rudorufu)
Сейю: Тошіюкі Морікава (оригінал), Філіп Вебер (англійський дубляж)
Великий герцог Ейльштадта, який помирає від хвороби незабаром після початку вторгнення Німеччини, змушуючи свою доньку зайняти його місце на троні.
Зігхард Мюллер (яп. ジークハート・ミューラ, Jīkuhāto Mūra)
Сейю: Такахасі Хірокі (оригінал), Крістофер Вехкамп (англійський дубляж)
Зігхард "Зіг" Мюллер — радник у герцогському палаці та представник родини, яка служила герцогському дому протягом поколінь. Він відповідає за розвідку та контррозвідку князівства. Коли солдат Йонас дізнається про обмеження магічних сил Ізети, Мюллер вбиває його в ім’я "raison d'état" (державної необхідності), однак цей вчинок не дає йому спокою. Через це в останньому епізоді він гине від рук молодого германського солдата, якого помилково приймає за Йонаса.
Б’янка (яп. ビアンカ, Bianka)
Сейю: Айя Учіда (оригінал), Мадлен Морріс (англійський дубляж)
Б’янка — командир Королівської гвардії Ейльштадта та особиста охоронниця принцеси Фіне. Спочатку вона не довіряє Ізеті, але, переконавшись у її щирості, починає піклуватися про неї так само, як і про Фіне.
Лотте (яп. ロッテ, Rotte)
Сейю: Нао Тояма (оригінал), Джилл Гарріс (англійський дубляж)
Лотте — життєрадісна й енергійна покоївка у герцогському палаці. Принцеса Фіне доручає їй допомагати Ізеті. Під час роботи в палаці вона носить зі собою табурет, прив’язаний до спини, щоб було зручніше обслуговувати вищих за неї людей. Її родина володіє заїжджим двором у старій столиці Ейльштадта, де розташований замок Білої відьми.
Ельвіра Фрідман (яп. エルヴィラ・フリードマン, Eruvuira Furīdoman)
Сейю: Ханадзава Кана (оригінал), Тіа Баллард (англійський дубляж)
Ельвіра — особиста наставниця принцеси Фіне та колишня репортерка кількох газет і радіостанцій у Сполучених Штатах Атланти. За пропозицією Мюллера принцеса наймає її для створення публічного образу Ізети з метою підняття бойового духу Ейльштадта.
Генерал Шнайдер (яп. シュナイダー, Shunaīda)
Сейю: Козо Шіойя (оригінал), Джеремі Шварц (англійський дубляж)
Верховний командувач збройних сил Ейльштадта.
Вармер (яп. ヴァルマー, Vuarumā)
Сейю: Рюносуке Ватанукі (оригінал), Бен Філліпс (англійський дубляж)
Прем'єр-міністр Фіне та один із її головних радників.
Ганс Обермайер (яп. ハンス・オベルマヤ, Hansu Oberumaia)
Сейю: Kenn (оригінал), Голстон Манн (англійський дубляж)
Ганс — командир гарнізону фортеці Швайцен в Ейльштадті. Після падіння фортеці на початковому етапі вторгнення Німеччини та подальшої допомоги Фіне й Ізеті в їхній втечі від людей Бергмана він стає довіреним членом найближчого оточення принцеси.
Кунц (яп. シュナイーダ, Kōntsu)
Сейю: Шінья Такахаші (оригінал), Кріс Райан (англійський дубляж)
Найманий шпигун, якого Мюллер часто залучає до таємних операцій на службі у герцогської родини.
Йонас Галеа (яп. ヨナス・ガレラ, Ionasu Garera)
Сейю: Хіроюкі Ендо (оригінал), Жан-Люк Гестер (англійський дубляж)
Молодий солдат в окулярах, який нещодавно вступив до армії Ейльштадта. Він походить із великої родини, де має молодшого брата та двох сестер. Після того як випадково підслухав розмову про слабкість Ізети, його важко ранить німецький шпигун Лоренц, аби змусити говорити. Згодом його вбиває Мюллер, щоб зберегти цю інформацію в таємниці.
Тобіас (яп. トビアス, Tobiasu)
Сейю: Дзюндзі Мадзіма (оригінал), Кайл Філліпс (англійський дубляж)
Тобіас — один із охоронців принцеси Фіне, який супроводжував її до Вестрії. Він загинув від куль Бергмана, намагаючись допомогти принцесі втекти з поїзда.
Герман (яп. ヘルマン, Heruman)
Сейю: Рьотаро Окіаю (оригінал), Бен Брайант (англійський дубляж)
Один із охоронців принцеси Фіне, який супроводжував її до Вестрії. Його застрелили німецькі таємні командос під час захоплення Фіне в першому епізоді.
Біла Відьма (яп. ヴァイス ヘクセ or 白き 魔女, Vaisu Hekuse or Shiroki Majo)
Біла Відьма — легендарна захисниця Ейльштадта в минулому. Вона покохала принца Ейльштадта, але перед смертю принц, побоюючись, що її історія може дійти до Церкви та накликати звинувачення в єресі на його королівство, віддав наказ видати її Інквізиції та спалити на вогнищі. Однак, використовуючи зразок клітин, отриманий з її останків, німецький Дев’ятий відділ розробки озброєнь створив її клон, щоб зробити її магічною зброєю для завоювань Німеччини.

### Німеччина
Німеччина — потужна військова держава, заснована на нацистській Німеччині, хоча зображена як монархічна імперія, подібна до довоєнної Німецької імперії. Її столиця має назву Ной-Берлін, а її вигляд базується на проєктах Альберта Шпеєра для Гітлерової нової «Світової столиці Німеччина».
Військовий стандарт Німеччини — це діагонально зміщений Balkenkreuz, одна з петель якого замінена коротким лезом кинджала. Більшість її бронетехніки та озброєння ідентичні тим, що використовувалися Вермахтом до та на початку Другої світової війни, включаючи Panzer III, Panzer IV, Heinkel He 111, Messerschmitt Bf 109, Junkers Ju 87, Karabiner 98k, MP40 тощо.
Арнольд Беркманн (яп. アーノルド ベルクマン, Ānorudo Berukuman)
Сейю: Дзюнічі Сувабе (оригінал), Джон Бургмайєр (англійський дубляж)
Беркманн — надзвичайно хитрий і талановитий аналітик, майор (пізніше підполковник) Спеціального підрозділу Німеччини. Хоча на перший погляд він служить країні з вірністю, насправді він — цинічний пристосуванець, який змінює свою відданість відповідно до обставин. Після того як Отто відстороняє його від проєкту відьом Німеччини, імператор визнає його непотрібним, і Беркманн без вагань продає свої знання ейльштадтцям. Після завершення війни він востаннє з’являється в Сполучених Штатах Атланти, де продає себе та секрети Дизайнерського відділу 9.
Софі (яп. ゾフィー, Zofī)
Сейю: Амамія Сора (оригінал), Джад Сакстон (англійський дубляж)
Софі — клон оригінальної Білої Відьми, створений Дизайнерським відділом 9 Німеччини. Народжена без власної свідомості, вона пробудила розум завдяки крові Ізети. Озлоблена через зраду, яку зазнала від давніх ейльштадтців, Софі стає вірним інструментом імператора в його прагненні до світового панування — в обмін на дозвіл особисто знищити весь Ейльштадт. Її основна зброя — половина магічного каменя, що висмоктує та концентрує магію з землі, але виснажує життєву силу свого власника. Софі гине, коли Ізета концентрує всю магічну енергію світу в гігантський вибух, змушуючи її зробити те саме. Від перенапруги Софі стає занадто слабкою, щоб вижити.
Ріккерт Бістафельт (яп. リッケルト ビスタフェルト, Rikkeruto Bisutaferuto)
Сейю: Нацукі Ханае (оригінал), Дерік Сноу (англійський дубляж)
Молодший лейтенант у Спеціальному підрозділі Беркманна та його права рука. Ріккерт — молодий спадкоємець дворянської родини, який вирішив самостійно будувати своє майбутнє. Разом із германським шпигуном Лоренцем він проникає в замок старої столиці Ейльштадта, щоб розкрити таємну кімнату Білої Відьми, але після викриття гине від рук Б’янки.
Отто (яп. オットー, Ottō)
Сейю: Коїчі Ямадера (оригінал), Брендон Поттер (англійський дубляж)
Ексцентричний і маніакальний правитель Німеччини, частково заснований на образах Адольфа Гітлера та Вільгельма II. На відміну від більшості своїх генералів, він вірить у відьом, адже існування Білої Відьми було підтверджене, і прагне використати їхню силу для завоювання світу. У 1941 році, незадовго до падіння Ной-Берліна під натиском Союзників, вчиняє самогубство у своєму бункері під Імператорським палацом.
Еліот (яп. エリオット, Eriotto)
Сейю: Дайсуке Хіракава (оригінал), Дейв Троско (англійський дубляж)
Перший радник імператора, якого той постійно ігнорує.
Баслер (яп. バスラー, Basurā)
Сейю: Хосоя Йосімаса (оригінал), Джеффрі Шмідт (англійський дубляж)
Капітан ВПС Німеччини та ас-пілот, чия ескадрилья була знищена Ізетою під час її першої операції з порятунку Фіне. Прагнучи помститися, щоб відновити свою честь, він очолює загін, що мав перехопити Фіне перед конференцією про капітуляцію, але не встигає зупинити Беркманна, якого звинувачує в зраді. До кінця залишається вірним Німеччині, і в останні дні війни відлітає на свою останню місію, ймовірно, смертельну.
Елізабет (яп. エリザベート, Erisabēto)
Сейю: Кікуко Іноуе (оригінал), Лія Кларк (англійський дубляж)
Високопоставлена офіцерка Німеччини та глава Дизайнерського відділу 9 в Імперському арсеналі технологій.
Лоренц (яп. ローレンツ, Rōrentsu)
Сейю: Шуусаку Сіракава (оригінал), Алехандро Сааб (англійський дубляж)
Капітан і шпигун Німеччини, що проник у армію Ейльштадта і дізнається, що Йонас випадково розкрив слабкість Ізетти. Пізніше, під час проникнення разом із Ріккертом у замок, де зберігається таємниця Білої Відьми, його вбиває Королівська варта.
Герц (яп. ゲルツ, Gerutsu)
Сейю: Кодзі Юса (оригінал), Майкл Джонсон (англійський дубляж)
Офіцер і командир німецького загону, який мав доставити Фіне та Ізетту в Ной-Берлін на початку серіалу. Загинув, коли Ізетта прокинулася після анабіозу і, використавши магію, розірвала літак навпіл.
Томас (яп. トーマス, Tōmasu)
Сейю: Шінья Такахаші (оригінал), Оріон Піттс (англійський дубляж)
Зацікавлений у відьмах, підозрює, що Ізетта не така проста, як здається.

### Інші
Лорд Редфорд (яп. レッドフォード, Reddofōdo)
Сейю: Міцуакі Хошіно (оригінал), Коул Браун (Еп. 1–6), Девід Вальд (Еп. 7 і інші) (англійський дубляж)
Міністр закордонних справ Британії, який співчуває справі Ейльштадта.
Бабуся Ізетти (яп. イゼッタの祖母, Izetta no sobo)
Сейю: Фумі Хірано
Бабуся Ізетти та її наставниця в магічних мистецтвах. Померла до початку подій серіалу, але часто з'являється у спогадах Ізетти, коли вона згадує її настанови.

## Медіа

### Аніме
Серіал, створений Ajia-do Animation Works, виходив у Японії з 1 жовтня по 17 грудня 2016 року. Crunchyroll транслював його одночасно з виходом у Японії, а Funimation випустив англійський дубляж з 19 жовтня 2016 року. Початковою темою є «Cross the Line» Акіно з bless4, а завершальною темою є «Hikaru Aru Basho e» (яп. 光ある場所へ, To a Place With Light)  May'n.

#### Епізоди
| № серії | Назва серії | Оригінальна дата показу |
| ------- | --- | ----------------------- |
| 1       | «Початок війни» Транслітерація: «Tatakai no Hajimari.» (яп. たたかいのはじまり (Der Anfang der Schlacht))                  | 1 жовтня 2016           |
| 2       | «Шрами та поранення» Транслітерація: «Kizuato to, Jūsei to» (яп. 傷跡と、銃声と (Mit Narben und Schüssen))                 | 8 жовтня 2016           |
| 3       | «Меч у небесах» Транслітерація: «Amakakeru Tsurugi» (яп. 天翔ける剣 (Das Schwert des Himmels))                             | 15 жовтня 2016          |
| 4       | «Таємниця відьми» Транслітерація: «Majo no Himitsu» (яп. 魔女の秘密 (Das Geheimnis der Hexe))                              | 22 жовтня 2016          |
| 5       | «Фальшиве диво» Транслітерація: «Itsuwari no Kiseki» (яп. 偽りの奇跡 (Das falsche Wunder))                                 | 29 жовтня 2016          |
| 6       | «У тихий день...» Транслітерація: «Odayakana hi ni» (яп. 穏やかな日に (An einem ruhigen Tag...))                           | 5 листопада 2016        |
| 7       | «Битва за Согнефьорд» Транслітерація: «Sogunefyordo kaise» (яп. ソグネフィヨルド海戦 (Die Seeschlacht im Sognefjord))      | 12 листопада 2016       |
| 8       | «Жорстока казка» Транслітерація: «Zankokuna otogibanashi» (яп. 残酷なおとぎ話 (Das grausame Märchen))                      | 19 листопада 2016       |
| 9       | «Горить Селлуньський коридор» Транслітерація: «Zerun kairō moe» (яп. ゼルン回廊、燃ゆ (Der Sellun-Korridor brennt nieder)) | 26 листопада 2016       |
| 10      | «Залізний молот відьми» Транслітерація: «Majo no tettsui» (яп. 魔女の鉄槌 (Der eiserne Hammer der Hexe))                   | 3 грудня 2016           |
| 11      | «Фініш» Транслітерація: «Fīne» (яп. フィーネ (Finé))                                                                       | 10 грудня 2016          |
| 12      | «Ізета» Транслітерація: «Izetta» (яп. イゼッタ (Izetta))                                                                   | 17 грудня 2016          |